# Playa Seaquarium
Playa Seaquarium (también llamado «Sea Aquarium Beach» literalemnte Playa del Acuario marítimo) es el nombre que recibe una playa en la isla caribeña de Curazao, ubicada al sur de la capital insular la ciudad de Willemstad. La playa debe su nombre al Curaçao Sea Aquarium (Acuario marítimo de Curazao), situado cerca. La playa está abierta al público, pero una tarifa de acceso debe ser pagada. Hay varios bares, discotecas y restaurantes.
La Estación de radio FM Dolfijn se encuentra en Playa del acuario marítimo.